# Berklee College of Music
A Berklee College of Music egy kortárs zenei képzést nyújtó felsőoktatási intézmény Bostonban, az Amerikai Egyesült Államok Massachusetts államában. A Berklee a hagyományos dzsesszképzésen túl a hiphop, reggae, salsa, rock, heavy metal és a bluegrass műfajában is oktat. A felvehető szakirányok közé tartozik többek között a zeneszerzés, a zenei produceri munkák, a filmzeneszerzés, a zeneoktatás és a dalszerzés is.
Az iskola híres hallgatói közé tartozik például Al Di Meola, Steve Vai, John Petrucci, Mike Portnoy, Wang Lee-hom, Meghan Trainor, Psy, Susan Tedeschi, Joe Zawinul, Esperanza Spalding és az Oscar-díjas Howard Shore is.